# 愛德華·泰勒
愛德華·泰勒（英語：Edward Teller，1908年1月15日—2003年9月9日），本名泰萊爾·艾戴（匈牙利語：Teller Ede），美國匈牙利裔犹太理論物理學家，被誉为「氢弹之父」（见泰勒-乌拉姆构型），但他本人並不喜歡此稱號。除氫彈之外，他對物理學多個領域亦有相當的貢獻。
泰勒於1930年代移民美國，任教于加州大学伯克利分校、芝加哥大学等，並成為曼哈頓計畫的早期成員，參與研制第一顆原子彈。這段期間，他还熱衷於推動研制最早的核聚变武器（氢弹），不過這些構想直到第二次世界大戰結束之後才實現。在一場對於羅伯特·奧本海默背景調查的聽證會上，泰勒對這位過去在洛斯阿拉莫斯的同事，作出一些具爭議性的證詞，此後他在科學界中變得不受歡迎。他持續尋求美國政府與軍事研究機構的援助。泰勒是勞倫斯利福摩爾國家實驗室的建立者之一，並於此機構擔任多年的主管及助理主管，1959年还主持建立了伯克利空间科学实验室。
泰勒晚年對於一些軍事與公共議題，發表了一些具爭議性的技術解決方法，其中包括計畫在阿拉斯加利用熱核爆開鑿港口。他是羅納德·雷根的戰略防禦計劃之熱衷支持者。泰勒的一生因其科學才能、欠佳的人際關係，以及善變的個性而知名。此外也被認為是1964年電影《奇愛博士》的靈感來源之一。

## 早年及教育

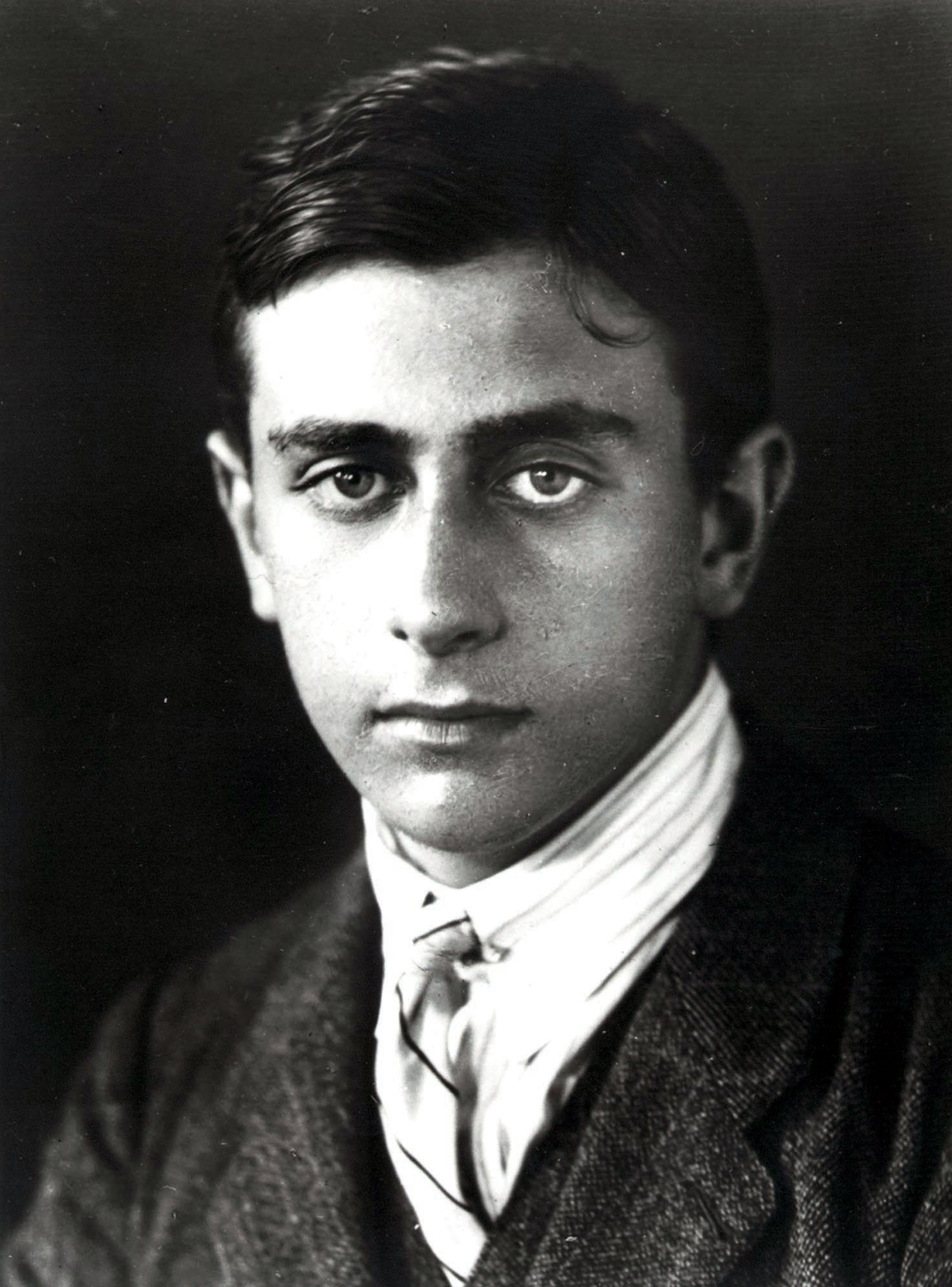
少年時期的泰勒

泰勒生於奧匈帝國布達佩斯的一個猶太人家庭。他於1926年離開了匈牙利（部份原因是霍爾蒂·米克洛什統治時所實施的大學學額限制）。他年少時匈牙利所處於的政治趨勢和改革，使得泰勒逐漸對共產主義和法西斯主義有了深深的恨意。當他還是一個年輕學生的時候，他的右腳在慕尼黑的一次電車交通意外中嚴重受傷，導致他需要配戴一只義肢腳，以及終生都要一拐一拐地走路。泰勒於卡爾斯魯厄大學化學工程系畢業，並在沃納·海森堡的指導下從萊比錫大學取得物理學博士學位。泰勒的博士論文涉及到氫分子離子最早的一次準確量子力學論述。 他於1930年與俄國物理學家喬治·伽莫夫及列夫·朗道成了朋友。泰勒终身的好友捷克物理学家乔治·普拉切克（George Placzek）对于泰勒的科学和哲学的研究非常重要，正是他安排年轻的泰勒与他一起前往罗马拜访恩里科·费米，从而将泰勒的研究方向定为核物理。
他在哥廷根大學度過了兩年，之後於1933年在猶太人援助委員會的幫助下離開了德國。他在英國呆了一陣子後就搬到哥本哈根住了一年，在尼爾斯·波耳的指導下工作。他在1934年2月結婚了，對象是一位他認識多年的密友的姐妹，叫“米絲”（奧古絲塔·瑪麗婭）·哈爾肯伊（"Mici" (Augusta Maria) Harkanyi）。
在喬治·伽莫夫的鼓動下，泰勒於1935年受美國喬治華盛頓大學的邀請出任物理學教授一職，直至1941年，期間與伽莫夫共事。在發現裂變之前的1939年以前，泰勒作為一個理論物理學家從事量子、分子和核物理領域的研究。在1941年入了美國國籍之後，他的興趣轉到核能量應用方面，對裂變和聚變的核能量都感興趣。
或許泰勒對科學最重要的貢獻是姜-泰勒效應（1937年）的說明，其中描述了電子雲在某些情況下的幾何扭曲；在描述金屬的化學反應時有着顯着的作用，尤其是跟某幾種金屬染料一起的時候。在與布魯諾爾及埃米特的合作下，泰勒也對表面物理和化學方面有重要貢獻：他们三人一起发现布魯諾爾-埃米特-泰勒等溫線。
當第二次世界大戰開始時，泰勒想為戰爭出一分力。在著名加州理工學院空氣動力學家及同是匈牙利移民的西奧多·馮·卡門的建议下，泰勒跟他的朋友漢斯·貝特合作開發了一套振蕩波傳播理論。他們為這種波背後的氣體表現所作的解釋，對後來研究導彈返回技术的科學家來說非常有价值。

## 曼哈頓計劃

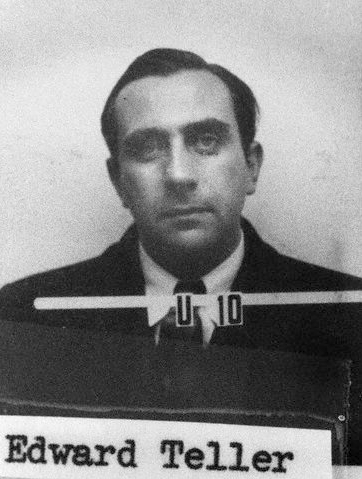
泰勒在洛斯阿拉莫斯時的身份證照片。

泰勒於1942年受邀加入羅伯特·奧本海默在柏克萊加州大學的夏季研討會，計劃開展曼哈頓計劃，也就是同盟國研發第一批核武器的主力。幾星期前，泰勒跟他的朋友兼同事恩里科·費米就核戰爭問題見過幾次面，而期間費米曾滿不在乎地提議過，或許可以使用核聚變武器，來引發一個比裂變更大的聚變反應。儘管他當時就立即跟費米說明過他認為這樣做並不可能，泰勒還是被這個可能性吸引，而且很快地就對“只是”一個原子彈（當時離完成還很遠）這概念生厭。在柏克萊的會議期間，泰勒把討論從裂變武器轉移至聚變武器——也就是他所謂的“超級”（一個後來被稱為氫彈的早期版本）。
泰勒在戰時加入了當時還是秘密的洛斯阿拉莫斯實驗室的理論物理學部，並繼續推動他聚變武器的構想，即使它在戰時並沒有被優先考慮（因為只是單單創造核裂變武器已經夠困難了）。由於他對氫彈的興趣以及他在實驗室所受的挫折（因被忽略而沒當上理論物理學部主任，取而代之的是漢斯·貝特），所以泰勒拒絕從事裂變彈的內向爆炸理論計算。由於他的拒絕，實驗室必需僱用額外的科學家來做那項工作，泰勒與其他研究員的關係也因此變差。更甚的是，其中一名新僱的科學家——克勞斯·富赫斯，後來更被發現是蘇聯派來的間諜。泰勒更在深夜彈奏鋼琴，此舉顯然使他的鄰居們對他感到厭煩.。然而，泰勒對原子彈研究有重要貢獻，尤其是內向爆炸物理機制的說明。
泰勒於1946年參加了一個會議，其中討論到熱核燃料（例如氘）的性質，及氫彈的可能設計。最後結論是泰勒對氫彈的評估太乐观了，氘的用量和它燃燒時所失的輻射量會使氫彈失去可用性。向熱核混合加入昂貴的氚很可能會降低其點火溫度，但就算這樣也好，那時沒有人知道要加多少氚，以及加入氚會否促進熱傳播。會議末段時，儘管在場一些成員（如羅伯特·瑟伯爾）提出反對，泰勒還是提交了一份樂觀的報告，裏面說氫彈可行，應該更進一步促成它的研發。克勞斯·富赫斯也參與了這次會議並把資料傳回莫斯科。泰勒的“古典超級”模型是如此的不肯定，以致奧本海默後來說他希望蘇聯人正在用那個設計建造自己的氫彈，那麼他們的研究進度是肯定會被它拖慢的。泰勒於1946年離開洛斯阿拉莫斯回到芝加哥大學。

## 氫彈

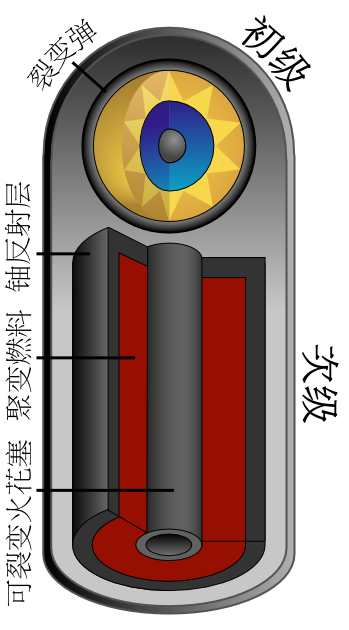
泰勒-乌拉姆设计方案将裂变及聚变燃料两者完全隔开，并使用初级核弹的辐射来压缩次级核弹。

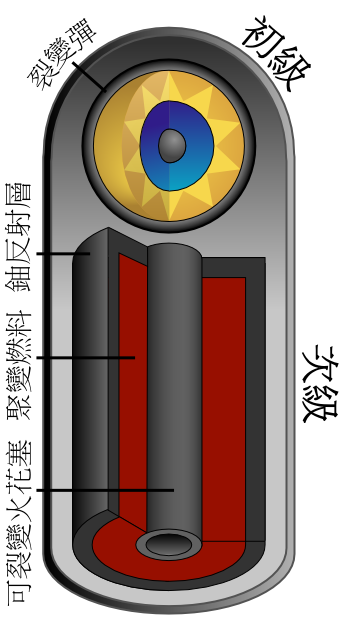
泰勒-烏拉姆設計方案將分裂及融合燃料兩者完全隔開，並使用初級核彈的輻射來壓縮次級核彈。

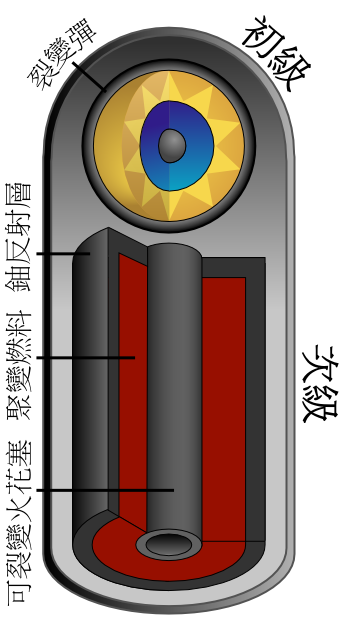
泰勒-烏拉姆設計方案將裂變及聚變燃料兩者完全隔開，並使用初級核彈的輻射來壓縮次級核彈。

蘇聯於1949年進行了第一次的原子彈引爆測試，其後總統杜魯門就宣佈要開展氫彈的速成研發。於是泰勒在1950年回到洛斯阿拉莫斯進行該計劃的工作。泰勒很快就對計劃的進度感到不耐煩，並强烈要求需要更多理論學者介入，又指責他的同事缺乏想像力。這使得他與其他研究員的關係變得更糟。然而，他那時卻還沒有可行的設計（其他人也沒有）。貝特曾指出如果泰勒沒有迫切要求氫彈測試提前的話，蘇聯人自己的研發很可能會慢下來，尤其是因為克勞斯·富赫斯給他們的資料中有很多錯誤的技術細節，這些細節會使一個可用的氫彈不能用。曾參與蘇聯氫彈研發的俄國科學家們聲稱，明白那些早期構想是不可行的，任何看過計劃的人都會很清楚這點；而且他們還聲稱自己是完全獨立地研發出氫彈的。
波蘭數學家斯坦尼斯瓦夫·烏拉姆，及其合作者康尼留斯·厄瓦特、驗算者費米於1950年所作的計算不但指出泰勒之前所估計的氫彈所需氚的量太少，而且即使加大氚的用量，聚變過程中的能量流失也會大得使反應無法進行下去。然而，“超級”彈的研究進行了多年仍毫無進展，其後泰勒在1951年侵佔了烏拉姆的一個創新構想，並將其開發成第一個可行的百萬噸級氫彈設計。烏拉姆及泰勒的貢獻就成了後來的泰勒-烏拉姆設計方案，但實際上兩人的各自貢獻確實為何，及最後構想是如何達成的，卻不為公眾所知，於是在五十年代早期於公眾及機構間造成爭論。
在1999年與《科學美國人》的一次訪談中，泰勒告訴記者：
|  | 我有貢獻，烏拉姆沒有。要如此唐突地回答，我感到抱歉，但我必須要這樣做。烏拉姆當時對一套舊方法感到不滿意，這是恰當的。他拿着一個構想的一部份來找我，而這個構想我那時已經思考過，正愁找不到人聽我說。他當時說願意在論文上跟我聯署。但當找他做論文答辯及實際研究時，他卻回絕了。他說：“我不信任這套方法。” |

這個問題很具爭議性。貝特早在1952年就把泰勒對氫彈的貢獻，視為一項真正的創新，並在1954年指他這項研究是“神來之筆”。然而，在上述兩個例子，貝特強調泰勒的角色是為了加強自己的論點，也就是即使有更多的撥款，也不能加快氫彈的研發，而泰勒則極不認同貝特的這項論點。其他科學家（與泰勒敵對的，例如J·卡森·馬克）則聲稱在沒有烏拉姆及其他人的幫助下，泰勒的研發進度根本無法向前。烏拉姆本人就聲稱泰勒只提出過一個比他原設計“更概括的”版本。
整個設計的突破點——詳細情況仍是機密——在於分開氫彈的裂變部份和聚變部份，以及在使用裂變彈的輻射，來對被燃點前的聚變燃料進行最早的壓縮。烏拉姆的原意似乎是用機械衝擊來促進聚變，而泰勒很快就意識到初級核彈的輻射也能做到這點，而且更有效。實驗室的一些成員（尤其是J·卡森·馬克）後來表示，任何有研究其中物理過程的人，終究會想到使用輻射的這個方法，而泰勒立刻就想到輻射的原因可能是因為，他在1951年春季時已經做過“溫室”核試，而當時要研究的正是裂變彈對氘氚混合物所產生的效應。
不管所謂的烏拉姆-泰勒設計方案內實際上有甚麼元件及誰分別對方案貢獻了甚麼，它一被提出馬上就被研究計劃內的科學家視為他們搜索已久的答案。那些之前懷疑過裂變-聚變彈可行性的，都立刻改變想法，認為要美國及蘇聯都擁有數百萬噸當量級的武器，只是時間問題。即使是原先反對計劃的奧本海默，都說這個做法“技術上是甜蜜的”。

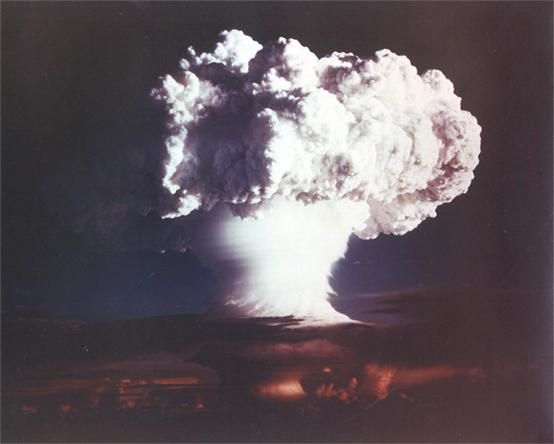
圖為1952年常春藤行动中10.4百萬噸當量的“邁克”，其引爆似乎為泰勒對氫彈的長期擁護作出了辯護。

儘管他有幫忙提出這個方案，而且他長期推進這個概念，但是他並沒有被選為這個研究計劃的主管（他人格的壞聲譽很有可能在此發揮了作用）。他在1952年離開洛斯阿拉莫斯，並加入了加州大學輻射實驗室新建的新分部利福摩爾，而建立新分部很大程度是因為泰勒的強烈要求。在1952年11月1日常春藤“邁克”（第一項使用泰勒-烏拉姆設計方案的熱核武器）被引爆之後，泰勒就被媒體譽為“氫彈之父”。也許是健康或其他的考量，泰勒沒有出席核試——他聲稱太平洋試驗場不歡迎他——他在數千公里外的柏克萊一棟大樓的地下室看地震儀的結果。
有意見指出蘇聯（其氫彈研究的領導為安德烈·薩哈羅夫）能夠從核試的原子塵中破解出美國的新設計。然而，這事稍後被蘇聯的炸彈研究人員所否認。由於氫彈是官方機密，所以由政府發表的氫彈資料很少，媒體報導大部份把整個武器的設計與研發歸功予泰勒，以及他新的利福摩爾實驗室（但氫彈的研發地實際上是洛斯阿拉莫斯）。
即使他只是參與，泰勒經常自己一個人獨攬所有的功勞，因此許多他的同事都被他這點激怒，最後在恩里科·費米的鼓勵下，泰勒寫了一篇名為《許多人的勞動》的文章作為回應，文章發表於《科學》1955年2月號，內容強調研發計劃中不止他一個人。他後來在回憶錄中說，為了“平息各方的怒氣”，他在1955年的文章中講了一個“善意的謊言”，並且堅持自己擁有該項發明的全部功勞。
泰勒以全神貫注於理論上有趣但實際不可行的計劃（古典“超級”就是這樣一個計劃）而聞名。有關他對氫彈的研究，貝特說：
|  | 沒有人會因為泰勒在1946年的錯誤計算而責怪他，尤其是因為當時洛斯阿拉莫斯並沒有適合的計算機器。但是他在洛斯阿拉莫斯受到了指責，因為他引領實驗室，以及確實地整個國家，去做一個有關基本計算的冒險計劃，而他本人肯定知道過往自己在這方面大有進步空間。 |

在曼哈頓計劃期間，泰勒也曾提倡過研發氫化鈾炸彈，但理論部不少同事都不看好這項研究。在利福摩爾，泰勒繼續對氫化物炸彈研究，結果不中用。烏拉姆曾經寫過信給一位同事，說他跟泰勒有着同一個想法：“愛德華對這些可能性有着極大的激情；也許這是它們不會成真的徵兆。”費米曾經說過，泰勒是他惟一認識有着多種狂熱的偏執狂
核武器資料庫的凱里·薩巴萊特主張，熱核反應的輻射內向爆炸壓縮是烏拉姆想出來的，但另一方面，裂變加速這個概念是泰勒於1945年率先提出的，因此也有小量功勞，而且這項理論對縮小化及可靠度而言是不可或缺的，現今所有核武都有用到。

## 奧本海默案的爭議

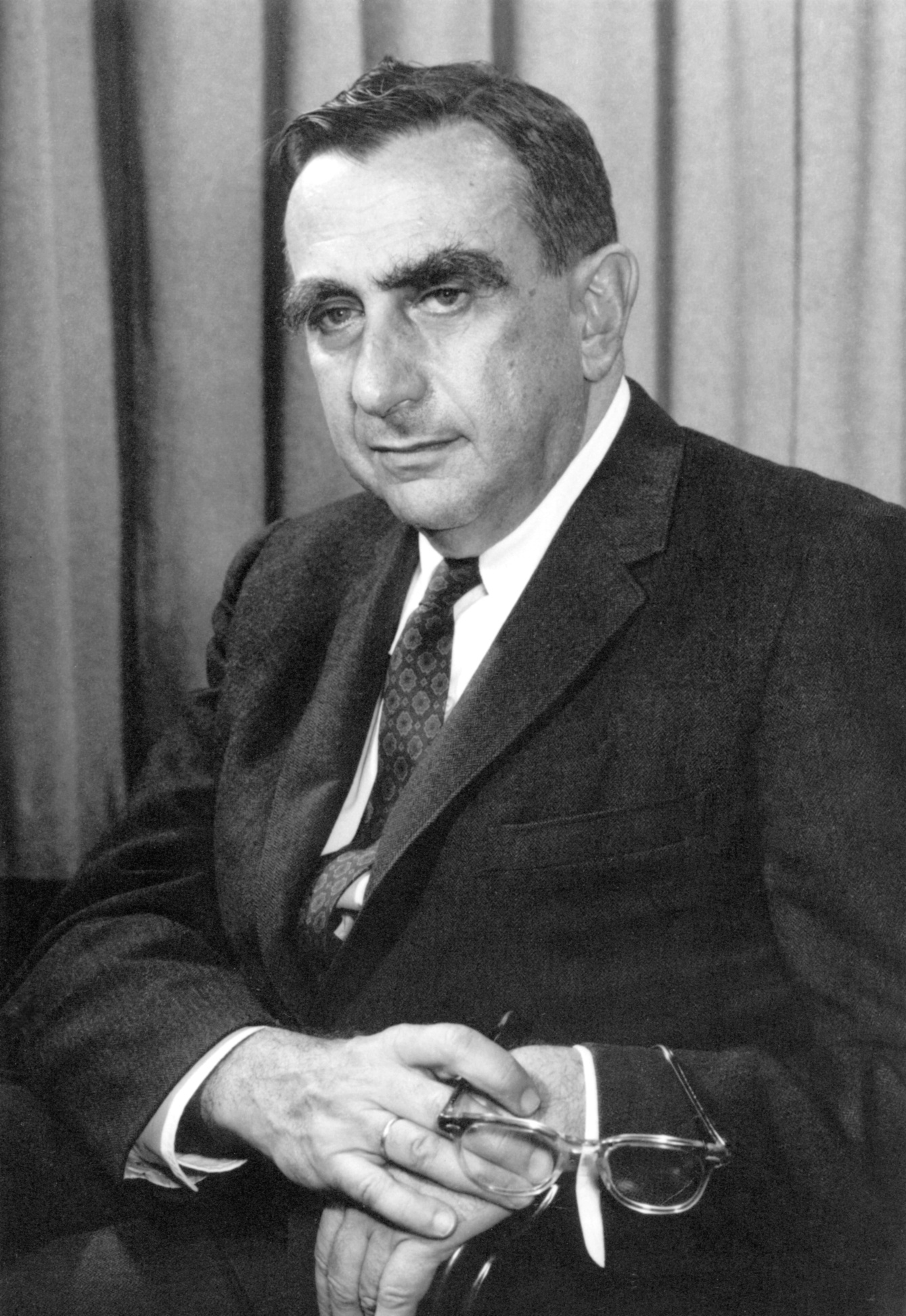
泰勒於1954年作出對羅伯特·奧本海默不利的供詞，這使得很多洛斯阿拉莫斯的舊同事對他更加疏遠。

泰勒於1954年成為了一個具爭議性的人物，那時他在羅伯特·奧本海默的安全調查聽證會上作供指證身為洛斯阿拉莫斯前主管兼原子能委員會會員的奧本海默。泰勒在洛斯阿拉莫斯的時候曾與奧本海默因裂變及聚變研究的問題發生過幾次衝突，而且在奧本海默的審判中他是科學社群中把奧本海默列為不可靠人物的惟一一人。
檢察官羅傑·羅布在聆訊會上問他是否打算“提出奧本海默博士對美國不忠”，泰勒回答：
|  | 我可沒有打算提出這種事。我認識的奧本海默是一個智能上機敏且非常複雜的人，我個人認為怎樣嘗試分析他的動機都是一件冒昧及不正確的事。但我一直假設，我現在仍假設他對美國忠誠。我相信這點，直至我從反方那兒看到具有非常決定性的證據為止。 |

然而，他馬上被問到他是否相信奧本海默是“不可靠人物”，他的證詞是這樣的：
|  | 我在很多場合見過奧本海默裝模作樣——我認為奧本海默博士在裝模作樣——對我來說，在某程度上那是極難理解的。我曾在為數不少的議題上與他的意見完全不合，而他的行動在我看來確實是既混亂又複雜的。到現時為止，我認為我會更願意看到國家極其重要的關注落入我更能理解的人手中，因為理解所以才會有更多的信任。在這樣極其有限的意識下，我希望在此表達一個想法，就是如果其他公共問題能由其他人處理的話，我個人會感到安心得多。 |

作證時泰勒亦表明奧本海默對熱核計劃的意見，似乎是以武器的科學可行性為基礎，其他的都沒有這點重要。此外，作證時他還說奧本海默管理洛斯阿拉莫斯是“一項非常傑出的成就”，不管是作為科學家或是管理者而言都是，又讚美了他“非常靈敏的頭腦”，而且說他“正是最好兼最出色的主管”。
說完這個以後，他卻闡述了他覺得奧本海默為妨礙他促成一積極的熱核研發計劃而用的各種手段，並詳細地批評奧本海默不在泰勒事業生涯中不同點上的問題投放更多勞力的決定，說：
|  | 如果問題出在理智和決斷上，也就是自1945年來由行動所展示出的那些素質，那麼我會說不讓他參與機密是較明智的做法 |

在一場公開的聆訊會之後，當局表示他們的意見與泰勒一致。奧本海默參與機密的資格最終被褫奪，而泰勒則被許多他的前任同事排斥。作為回應，泰勒開始支持更接近軍事及政府的人，由於他對美國科學與技術優勢的擁護，所以他成為了保守政治家和思想家的寵兒。事後，泰勒一直否認他存心陷害奧本海默，甚至聲稱他在嘗試為他脫罪。然而，文件紀錄指出這樣的可能性不高。在作證的六天前，泰勒與原子能委員會的一名聯絡員會面，並提出在他的證詞中“加重對奧本海默的控罪”。
有人認為泰勒作出對奧本海默不利的證供，是企圖從奧本海默手上褫奪公權，以便自己成為美國核科學家社群的領袖。

## 政府研究及政治擁護

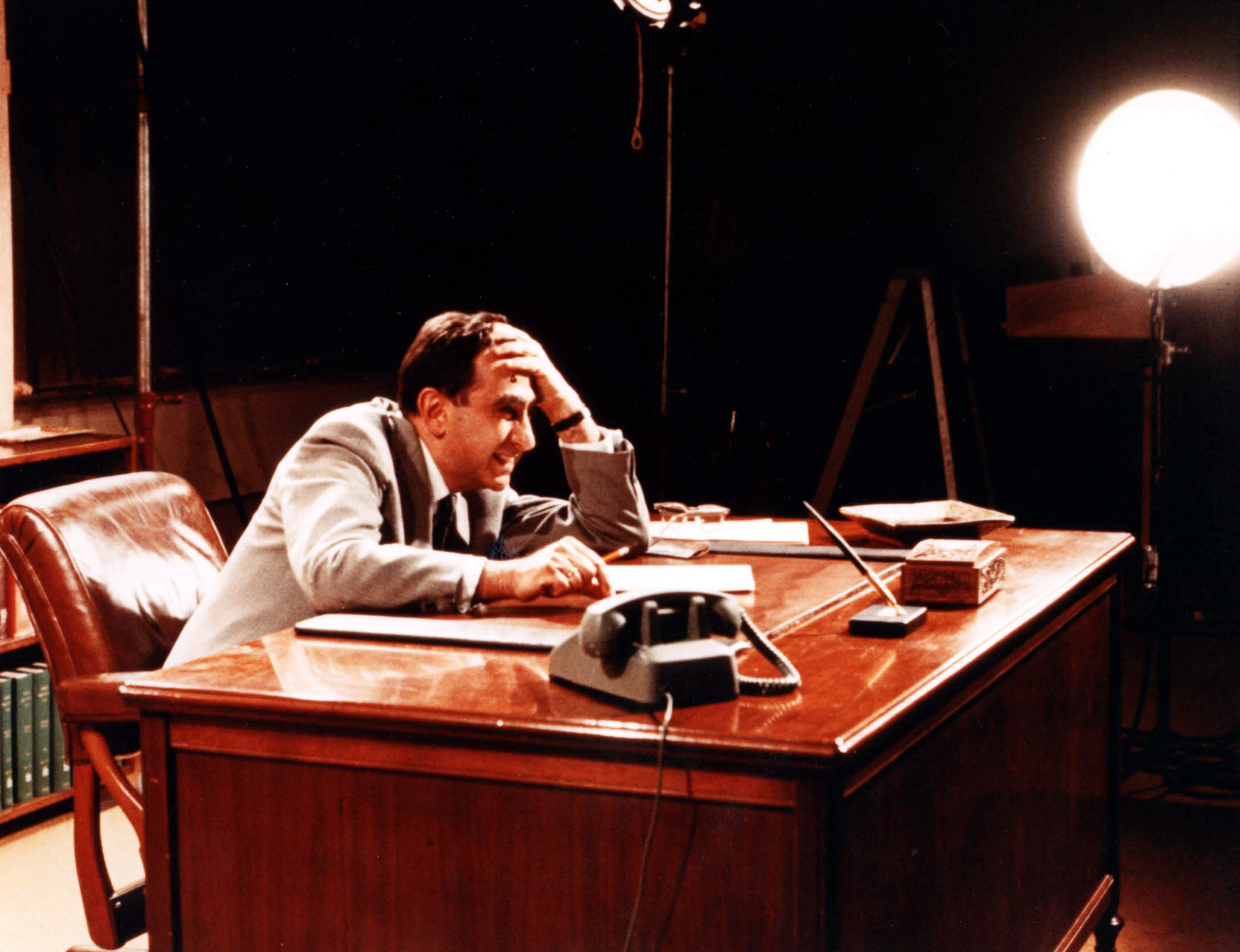
在1960年代，泰勒積極反對已被提出的《禁止核试验条约》，在國會上也在電視上作證。

泰勒曾任勞倫斯利福摩爾國家實驗室主管（1958年-1960年），該實驗室是在他的幫助下（與勞倫斯一起）成立的，他卸任主任後繼續出任助理主管。他主持在柏克萊成立太空科學實驗室的委員會，亦同時出任柏克萊加州大學物理學教授。他是一名不屈不撓的強核擁護者，並為持續的核試驗及開發據理力爭──實際上他辭掉利福摩爾主管一職，就是為了能更好地遊說政府疏通已被提出的核試驗禁令。他為反對核試驗禁令，曾在國會前及電視上作證。
在奧本海默案的論戰之後，泰勒為大部份科學社群所排斥，但因為明顯的理由，他在政府及軍事科學圈子裏仍受歡迎。除他對核能開發、強核儲備及積極核試驗的慣性提倡外，他為幫助研發出核反應爐的安全標準而在1940年代後期主持原子能機構內的反應爐防護措施委員會，並其後在通用原子公司帶領研究小組，設計理論上不可能发生爐心熔毀的研究用反應爐（TRIGA）。
他於1963年建立了戴維斯加州大學的應用科學系及勞倫斯利福摩爾國家實驗室，故該大學有以泰勒命名的資助教席。他於1975年自實驗室及柏克萊退休，此後被利福摩爾實驗室任命為名譽主任，以及被胡佛研究所任命為高級研究員。在 共產主義於匈牙利垮台的1989年以後，他曾好幾次到訪自己的出身國，並仔細地關注當地的政治轉變。

## 犁頭行動及戰車計劃

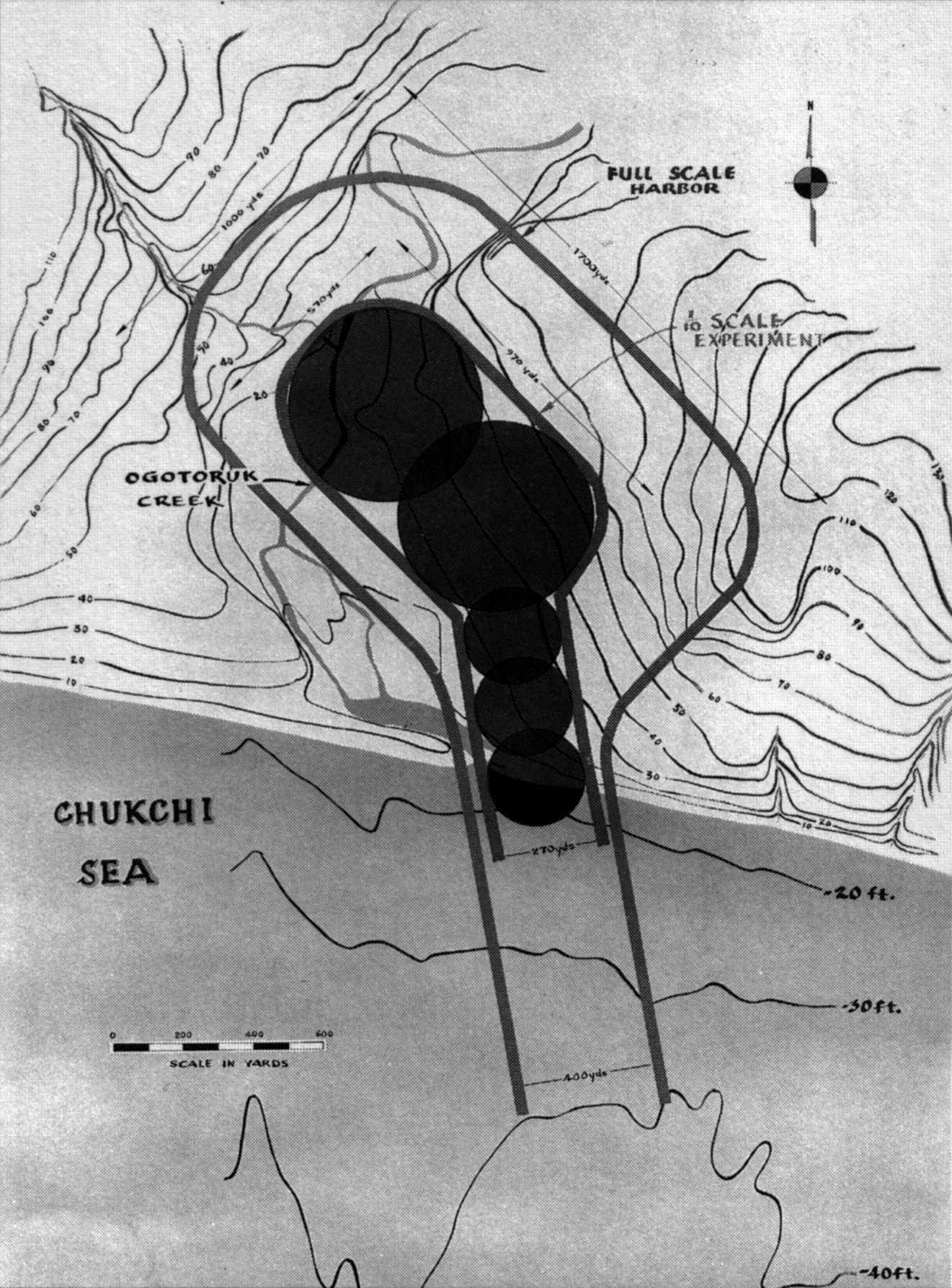
戰車方案的其中之一，使用五個熱核裝置來產生一個人工港口。

泰勒是核炸藥非軍事用途研究中最堅決及最有名的一位促進者，這研究又被稱為犁頭行動。他計劃中最具爭議性的一個方案，就是使用氫彈去開鑿深水港，案中提出用一個數百萬噸級的氫彈，在阿拉斯加的龐特霍普附近，開鑿出一個長一哩餘並寬半哩的深水港，用作煤礦及油田的資源採收。原子能委員會於1958年接納了泰勒的計劃書，並被定名為戰車計劃。當原子能委員會的人正在阿拉斯加進行實地考察，並找人撤消土地公共使用權的時候，泰勒公開擁護計劃的經濟效益，但卻不能說服當地政府領導確信該計劃財政上是可實行的。
其他科學家批評計劃可能對當地野生生物及在計劃區域附近居住的因努皮雅特人構成危險，而族人直至1960年才被正式告知有關計劃。此外，計劃開鑿的港口原來一年內會被冰封九個月。最後，由於計劃財政上不可行及輻射有關的健康問題，計劃於1962年被取消。
另一個有泰勒支持的相關實驗是一個在亞伯達省北部用核爆從阿薩巴斯卡油砂中提取石油的方案。該計劃實際上已得到亞伯達省政府的支持，只是被總理約翰·迪芬貝克管理下的加拿大政府所反對。除反對加拿大境內有核武器之外，迪芬貝克還擔心這樣的計劃會加劇加拿大北部的蘇聯間諜活動。

## 三哩島
泰勒於1979年心臟病發，他把此事歸咎於珍·芳達；在三哩島核泄漏事故之後，該名女演員曾在推廣她的新片《危機》（The China Syndrome）時坦率地宣揚反核能。泰勒很快對此作出回應，遊說各界支持核能，為其安全性及可靠性作證，並在這樣的一陣活動後病發。泰勒在《華爾街日報》上寫了個兩頁大廣告，於1979年7月31日刊發，題為“我是三哩島的惟一受害者”，首段是這樣的：
|  | 在三哩島事故後幾星期的5月7日，我身在華盛頓。我到那兒是為了駁斥拉爾夫·納德、珍·芳達和他們那種人搞的宣傳，也就是那些嘗試使人們被核能嚇走而向新聞媒體吐出的宣傳。我現在71歲，一天內工作了20小時。壓力太沉重了。第二天，我心臟病發。你可能會說我是惟一一個健康受哈里斯堡附近那反應爐影響的人。不，那是錯的。是珍·芳達。反應爐並不危險。 |

第二天，《紐約時報》刊登了一篇批評此廣告的社論，指出它是由德雷薩工業所贊助的，該公司製造的有問題閥門是促成三哩島事故的原因之一。

## 戰略防禦計劃

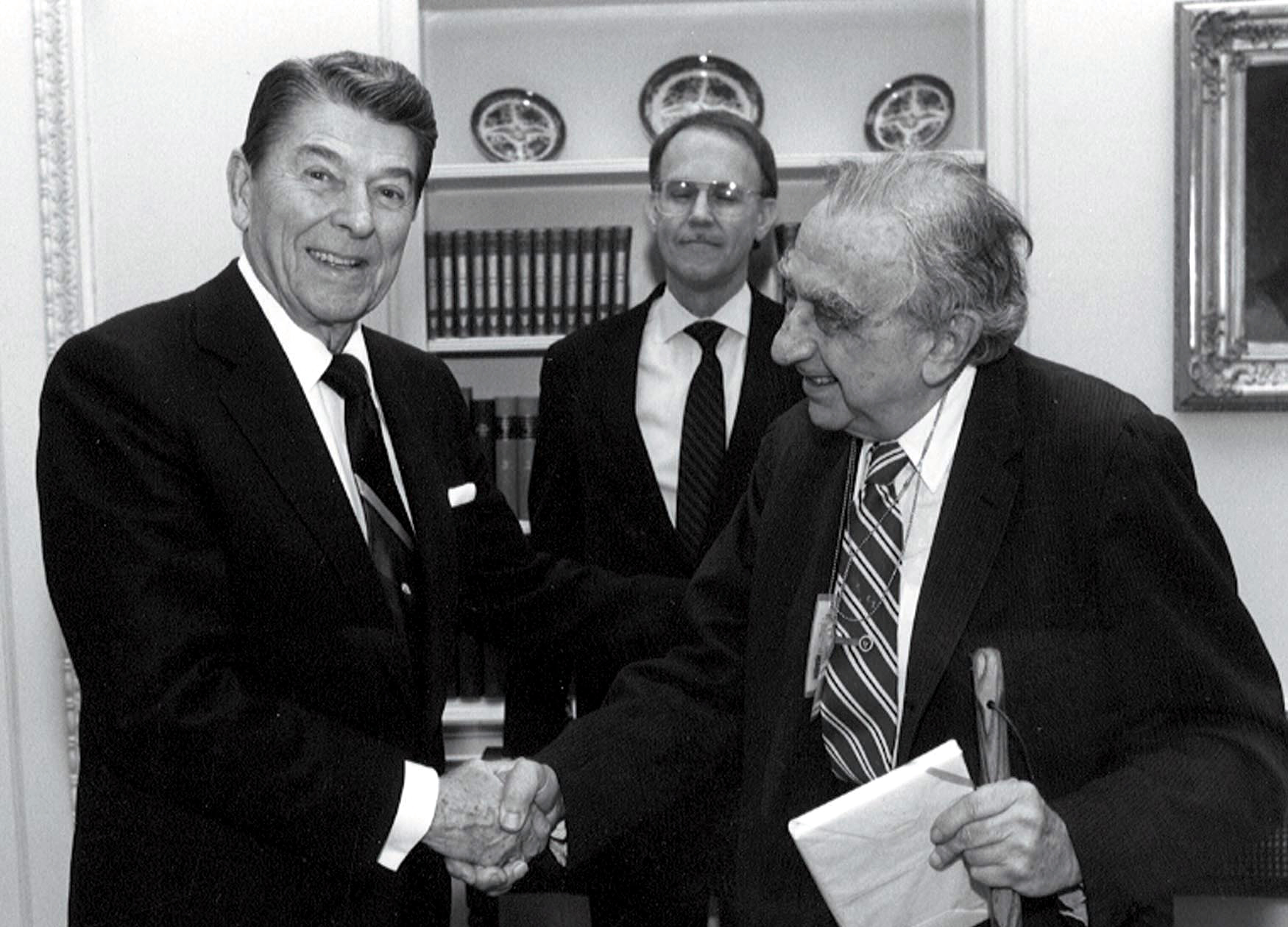
泰勒於1980年代成為了遊說總統羅納德·雷根採納戰略防禦計劃的一股重要力量。

泰勒於1980年代開始發起一個後來被稱為戰略防禦計劃的運動，由於內容包括使用激光或衛星催毀來犯的蘇聯洲際彈道飛彈，故被評論家謔稱為“星球大戰計劃”。泰勒遊說政府機構——並得到總統羅納德·雷根的贊成——支持他的計劃，去開發一套使用原子武器向飛彈發射X射線激光的精密衛星系統──這是一個更廣的核武器防禦科研計劃中的其中一部份。然而，泰勒（及其合伙人洛威爾·伍德）被指蓄意過度宣傳該計劃，及有可能促成了一名實驗室主管的離職（羅伊·伍德魯夫），而該位主管曾試圖糾正錯誤。他的主張引發出一個在科學社群中流傳的笑話──無理樂觀有了一個名叫泰勒的新單位；一個泰勒是如此的大，以致大部份事件都要用到納泰勒或皮泰勒（即十億分之一或萬億分之一泰勒）來量度。不少著名科學家都認為這套攔截系統沒有用處。貝特，跟IBM物理學家理查德·加爾文及康乃爾大學同事庫爾特·戈特弗賴德一起在《科學美國人》寫了一篇分析該系統的文章，並總結出無論哪一個敵人都能使用恰當的誘餌來解除這樣一個系統所帶來的威脅。這個計劃的撥款最終被縮減。
很多科學家不以純技術的角度來反對戰略防禦，而是以道德及政治的角度。他們認為就算這樣一個可用的系統被造了出來，它也會打下相互保證毀滅體系的基礎，而該體系就曾防止過西方民主及共產黨集團的全面交戰。他們堅決主張有效的防禦會為這樣一場戰爭帶來“勝利的可能”，所以更有可能勝出。

## 遺產

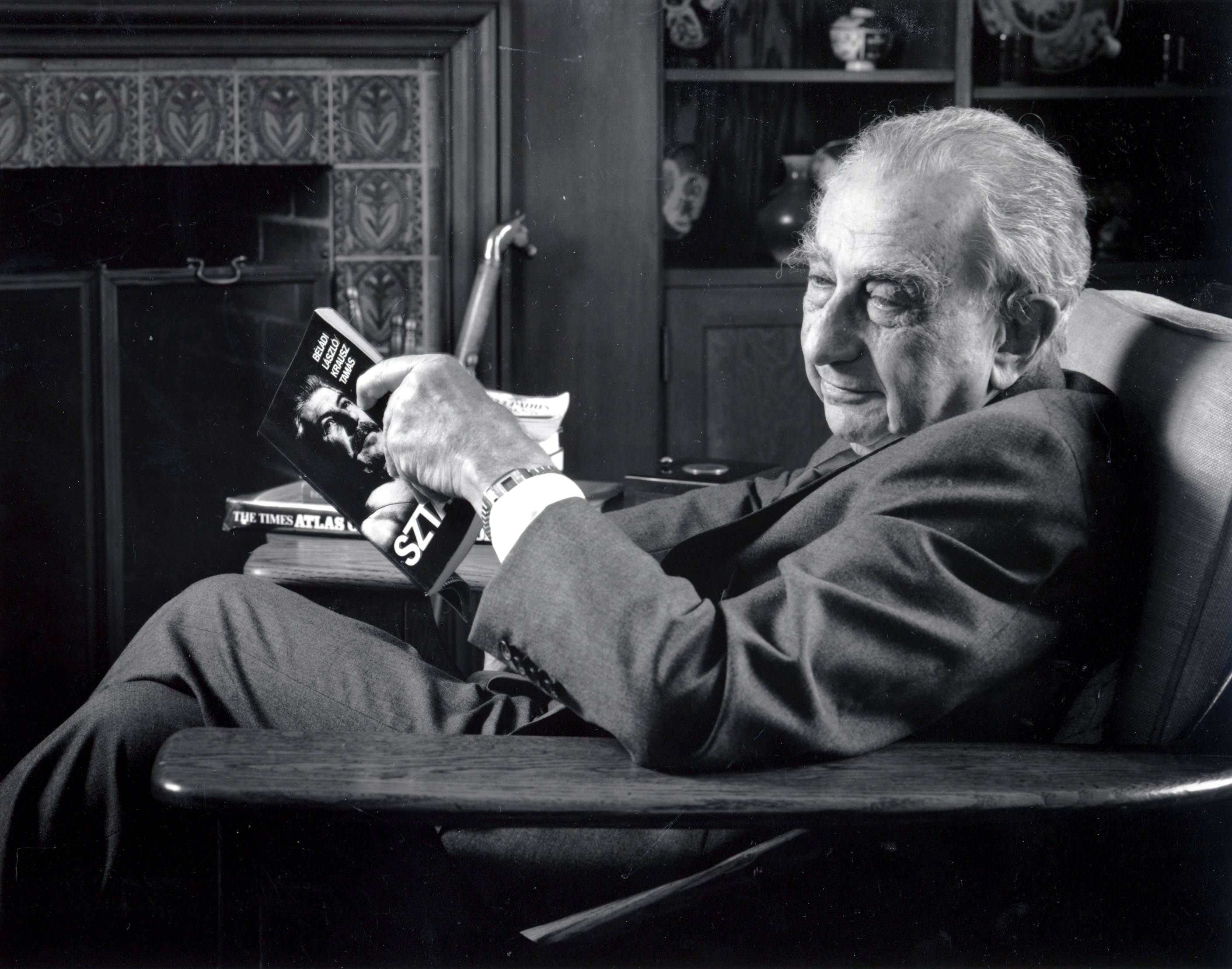
晚年的愛德華·泰勒

在他的事業早期，泰勒對核和分子物理學、光譜學（姜-泰勒和倫納-泰勒效應）及表面物理學都有相當的貢獻。他對費米β衰變理論所作的延伸（其形式為所謂的伽莫夫-泰勒過渡）為這套理論的應用提供了一塊重要的踏腳石。姜-泰勒效應和BET理論依然保留着它們原來的公式化表述，仍是化學和物理學的支柱。泰勒對托馬斯-費米理論也有貢獻，該理論是密度泛函理論的先驅，是複雜分子經量子力學處理時所用的標準現代工具。他於1953年時與尼古拉斯·梅特羅珀盧斯及馬歇爾·勞森布盧夫共同寫了一份論文，是為統計力學上蒙特·卡羅方法應用的標準開端。

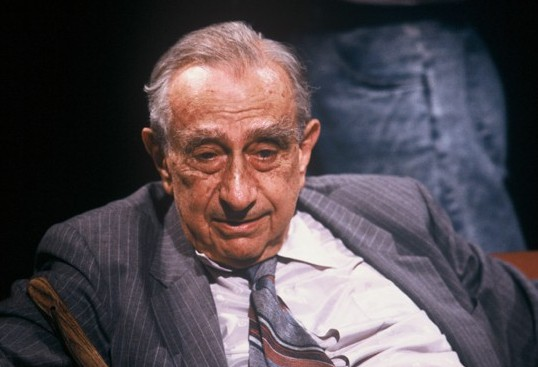
於1987年出席英國電視討論節目《黑暗之後》的愛德華·泰勒

即使許多戰時同事都對參與了武裝競賽表示懊悔，泰勒還是積極提倡為實力要繼續開發核武器，因此外界都把他當作“瘋狂科學家”（他的口音和給人深刻印象的眉毛肯定對動搖那個形象沒有幫助）。他於1991年被授予最早的一個搞笑諾貝爾和平獎，授獎理由是“改變我們所知和平意義的終身成就”。他也被謠傳為斯坦利·庫布里克的1964年諷刺影片《奇愛博士》及其同名角色的靈感（據推測，其他靈感為蘭德公司理論家赫爾曼·卡恩、火箭科學家沃納·馮·布勞恩及美國國防部長羅伯特·S·麥克納馬拉）在上文提及的1999年《科學美國人》訪問中，他被報導給該問題激怒：“我的名字不是奇愛。我不知道奇愛的事。我對奇愛沒有興趣。我還能說甚麼？…注意，再說它三次，我就把你扔出這個辦公室”。諾貝爾物理學獎得主伊西多·拉比曾經指出“這個世界沒泰勒的話會好得多”。此外，泰勒聲稱斯特尼斯瓦夫·烏拉姆對氫彈的研發無顯著貢獻的言論（儘管烏拉姆關鍵地洞悉到可使用壓縮及分階段要素來產生熱核反應），以及他對奧本海默的人身攻擊，使得整個物理學社群對泰勒的敵意更甚。
他於1986年被授予美國軍事學院西爾瓦努斯·塞耶獎。他同時是美國藝術與科學學院、美國科學促進會及美國核協會的會員。他得過的獎項中包括愛因斯坦獎、費米獎及國家科學勳章。他還是《時代雜誌》1960年度風雲人物的“美國科學家”當中的一人，以及小行星5006就是以他命名的。他去世前兩個月內被總統喬治·W·布希授予總統自由勳章。
泰勒於2003年9月9日在美國斯坦福去世，享年九十五歲。

## 延伸閱讀
由泰勒所寫的
- . 1958.
- . 1960.
- . 1962.
- . 1979.
- . 1980.
- . 1987.
- . 1991.
- . 2001.

關於泰勒的書
- Broad, William J. . New York: Simon & Schuster. 1992.
- Herken, Gregg. . New York: Henry Holt. 2002.
- Goodchild, Peter. . Harvard University Press. 2005.

## 外部連結
- Alsos核議題數碼圖書館的愛德華·泰勒註解傳記（英文）
- 勞倫斯利福摩爾國家實驗室的愛德華·泰勒頁面（英文）
- 勞倫斯利福摩爾國家實驗室採訪愛德華·泰勒（英文）
- 《愛德華·泰勒在奧本海默的聆訊中的角色 （页面存档备份，存于） 與泰勒傳記作者Richard Rhodes的訪談（英文）
- 愛德華·泰勒的中情局檔案 – 中情局人員嘗試得知他跟在紐約馬克斯學校任教的愛德華·泰勒是否同一人的報告摘要（英文）
- 愛德華·泰勒與萊納斯·鮑林於1958年2月20日的電視辯論選段 （页面存档备份，存于）（英文）
- 愛德華·泰勒 （页面存档备份，存于） 由弗里曼·戴森撰寫的傳記回憶錄，由美國科學院發行。（英文）
- 愛德華·泰勒在1988年1月的電台訪談 （页面存档备份，存于） （英文）
- 氫彈的父子關係：從蘇聯-美國視點看氫彈 （页面存档备份，存于）（英文）
- 愛德華·泰勒接受Web of Stories （页面存档备份，存于）的訪問並述說生（英文）
- 愛德華·泰勒在“1987年鐳射研討會”的演講照片（英文）